# Richard Wiseman
Richard Wiseman, född 1966, är en brittisk professor i Public Understanding of Psychology vid University of Hertfordshire. Wiseman är känd för att avslöja märkliga och paranormala fenomen genom vetenskapliga studier. Hans forskning har publicerats i flera akademiska tidskrifter och vid olika konferenser och han har deltagit i flera TV-sändningar.

## Biografi
Wiseman började sitt yrkesliv som trollkarl, innan han studerade psykologi vid University College London och fick en examen i psykologi från University of Edinburgh.
2001 ledde Wiseman LaughLab, ett internationellt experiment för att hitta världens roligaste skämt. Det vinnande skämtet handlade om en person som ringer larmcentralen eftersom hans vän kollapsat, och på uppmaningen "Se först till att han verkligen är död" skjuter honom. Experimentet utforskade också regionala och kulturella variationer av humor.
Wiseman har tillsammans med sin forskargrupp studerat flera hundra personer som ansåg sig själva vara antingen mycket tursamma eller otroligt otursdrabbade. Resultatet av studien publicerades i boken "Tur eller otur: fyra principer som ger dig tur" ("The Luck Factor" och gick ut på att tur inte beror på slumpen. Wiseman har hittat fyra grundprinciper som ligger till grund för att ha tur.
1. Tursamma människor är skickliga på att skapa och uppmärksamma tillfälligheter och möjligheter
2. Tursamma människor gör lyckosamma val genom att lyssna till sin intuition
3. Tursamma människor skapar självuppfyllande profetior genom positiva förväntningar
4. Tursamma människor hanterar svårigheter och otur genom att omvandla dem till något gott[5]

Wiseman är en fellow vid the Committee for Skeptical Inquiry (CSI).

## Priser

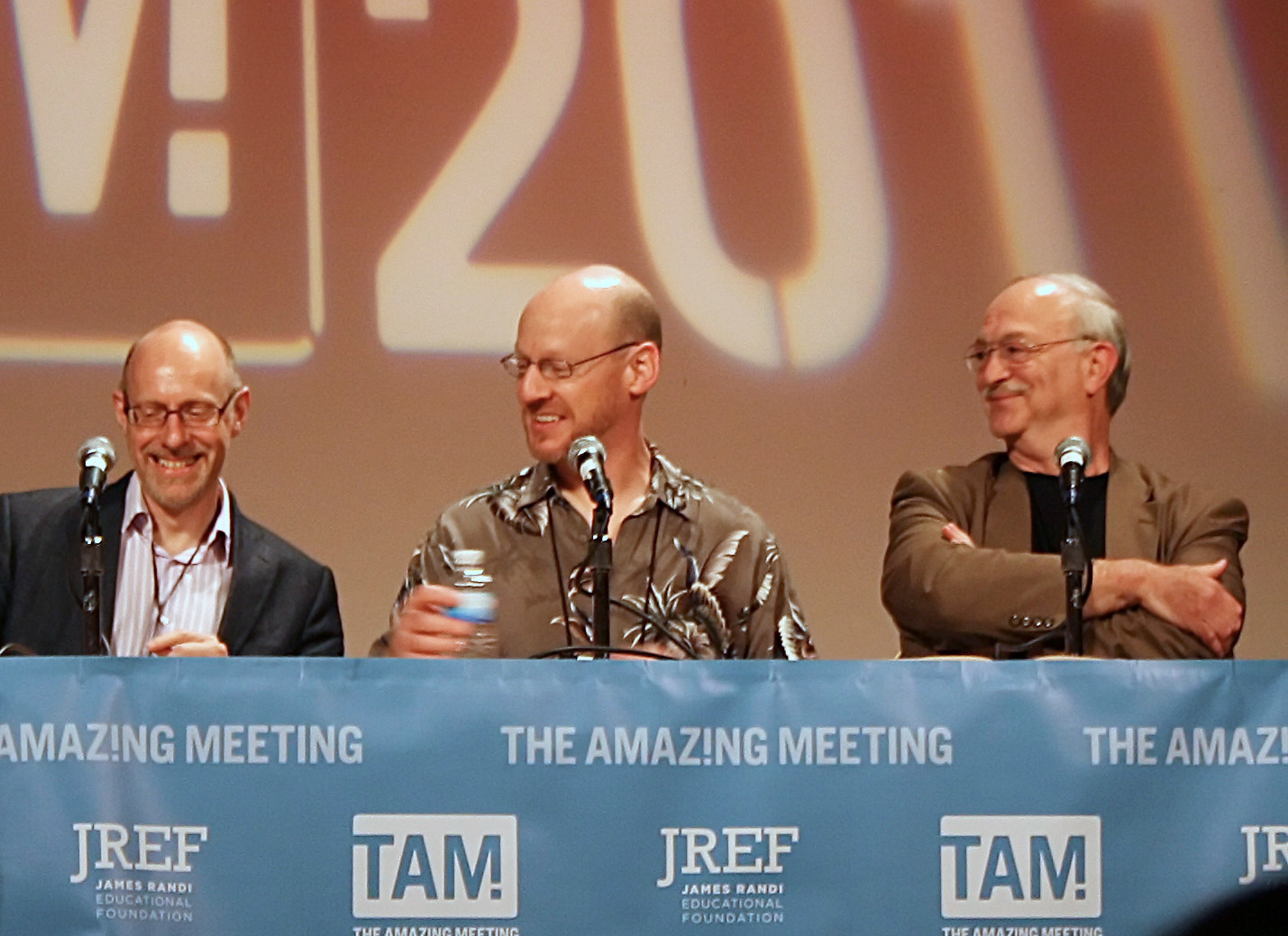
Richard Wiseman (till vänster) under The Amaz!ng Meeting, 2011, med Phil Plait och Joe Nickell.

- CSICOP Public Education in Science Award, 2000[7]
- British Science Association Joseph Lister Award, 2002[7]
- NESTA DreamTime Fellowship for his innovative work in science communication, 2004[8]